# Cantone di Carpentras-Sud
Il Cantone di Carpentras-Sud era una divisione amministrativa dell'arrondissement di Carpentras.
È stato soppresso a seguito della riforma complessiva dei cantoni del 2014, che è entrata in vigore con le elezioni dipartimentali del 2015.
Comprendeva parte della città di Carpentras e i comuni di:
- Althen-des-Paluds
- Entraigues-sur-la-Sorgue
- Mazan
- Monteux